# Susanne Preusker
Susanne Preusker (geborene Bergmann, * 11. Dezember 1959 in Hildesheim; † 13. Februar 2018 in Magdeburg) war eine deutsche Psychologin und Autorin.

## Leben

### Schulzeit, Studium, Berufstätigkeit als Psychologin
Susanne Preusker wuchs im niedersächsischen Hildesheim auf und besuchte das dortige Gymnasium Himmelsthür. Anschließend absolvierte sie ein Studium im Fachbereich Humanwissenschaften an der Universität Osnabrück.
Nach ihrem Studienabschluss war sie zunächst in einer psychiatrischen Klinik in Bad Salzuflen in Nordrhein-Westfalen tätig. Danach arbeitete Preusker als Psychologin und Psychotherapeutin in verschiedenen Justizvollzugsanstalten (JVAs) in mehreren Bundesländern. Ihre beruflichen Stationen waren zunächst in Niedersachsen die JVA Celle, die sozialtherapeutische Abteilung für Frauen im ehemaligen Frauengefängnis in Alfeld (Leine) und die JVA Hannover, anschließend die JVA Bützow in Mecklenburg-Vorpommern und zuletzt die JVA Straubing in Bayern.
In der JVA Straubing, Bayerns Hochsicherheitsgefängnis, war Preusker seit 2004 tätig. Sie konzipierte und leitete dort bis 2009 die sozialtherapeutische Abteilung für männliche Sexualstraftäter und arbeitete daher insbesondere mit Gewalttätern. In dem Programm waren mehr als 20 Strafgefangene untergebracht.

### Opfer einer Straftat in der JVA Straubing
Im Rahmen ihrer Tätigkeit wurde sie am 7. April 2009 in der JVA Straubing in ihrem Büro von einem verurteilten Frauenmörder sieben Stunden als Geisel genommen und mehrfach vergewaltigt. Bis dahin hatte sie den Mann vier Jahre lang sozialtherapeutisch behandelt. Er war mehrfach wegen Vergewaltigung sowie wegen eines Sexualmords zu zuletzt lebenslanger Haft verurteilt worden und hatte während seiner Untersuchungshaft 1984 schon einmal – zusammen mit einem anderen Gefangenen – einen Justizvollzugsbeamten als Geisel genommen.
Sehr bald nach Beginn der Geiselnahme nahmen 250 Polizisten um die JVA herum Stellung, griffen aber stundenlang nicht ein, bis der Täter schließlich aufgab.

### Folgen
Nach der Tat wurden die Kontrollen und Sicherheitsvorkehrungen in der Justizvollzugsanstalt verschärft.
Die Tat fand kurz vor Preuskers Hochzeit statt. Als sie nach der Gewalttat zu ihrem Verlobten sagte, sie könnten jetzt doch nicht heiraten, war seine Antwort: „Nun erst recht.“ Die geplante kirchliche Hochzeit fiel zwar aus, zehn Tage nach der Tat fand aber die Eheschließung im Standesamt statt.
Ihre Tätigkeit im Gefängnis konnte Preusker anschließend nicht mehr ausüben, die ehemalige Regierungsdirektorin bezog nach der Gewalttat eine Pension. Das erlittene Leid verarbeitete sie in dem Buch Sieben Stunden im April. Sie lebte bis zu ihrem Tod in Magdeburg.
Preuskers Anzeige wegen unterlassener Hilfeleistung gegen die stundenlang untätig gebliebenen Polizisten blieb erfolglos.
Der Täter wurde im Mai 2010 zu weiteren 13 Jahren und neun Monaten Freiheitsstrafe verurteilt. Daneben wurde seine Unterbringung in der Sicherungsverwahrung angeordnet. Preusker äußerte sich in der Zeit nach der Tat kritisch zur Entlassung von Straftätern aus der Sicherungsverwahrung.

### Späteres Leben, Tätigkeit als freie Autorin
Nach Sieben Stunden im April wandte sich Preusker mit dem Buch Wenn das Glück mit dem Schwanz wedelt der therapieunterstützenden Wirkung von Hundehaltung und Hundeerziehung zu. 2012 erschien auch ihr erster Kriminalroman Die Verwahrten, 2014 ihr zweiter mit dem Titel Die Satten. 2015 erschien der von Preusker verfasste und von Sandra Bilkenroth illustrierte Ratgeber für Hunde: Und jetzt gehört das Sofa Dir! Im Jahr 2017 wurde Preuskers sechstes Buch Ich schreib dir einfach weiter – SMS eines Abschieds veröffentlicht.

### Tod
Elf Tage vor ihrem Tod sah Susanne Preusker mit ihrer Familie bei einer privaten Vorführung die fertige Fassung des Spielfilms Sieben Stunden, der von ihrer Leidensgeschichte inspiriert ist. Laut dem Regisseur Christian Görlitz war sie von dem Filmprojekt von Anfang an begeistert und in die Produktion eingebunden gewesen.
Acht Tage vor ihrem Tod gab sie der Zeitschrift Stern ein Interview, bei dem sie den Journalisten als „attraktive Frau, freundlich, lustig, bewundernswert“ erschien. Sie sagte über sich: „Ich habe mich relativ erfolgreich in diesem neuen Leben eingerichtet. Ich denke, sagen zu können, dass ich etwas Gutes daraus gemacht habe. Ich schreibe ein Buch nach dem anderen, das ist mein neuer Job. Natürlich vermisse ich mein altes Leben. Aber es tut nicht mehr so weh, wie es einmal wehgetan hat.“ Sie sprach auch offen über ihre Ängste. Auf die Journalisten wirkte sie als starke Frau.
Susanne Preusker starb 2018 im Alter von 58 Jahren durch Suizid. Sie war seit 2009 in zweiter Ehe mit Wolfram Preusker verheiratet. Aus erster Ehe hatte sie einen Sohn. Die beiden Angehörigen schrieben auf Susanne Preuskers Website: „Sie hat sich am Dienstag, 13. Februar 2018, entschieden, aus dem Leben zu scheiden.“ Nach einigen Wochen teilten sie mit, der Grund sei die Gewalttat von damals und man dürfe darüber berichten.

## Werke
- Sieben Stunden im April. Meine Geschichten vom Überleben. Patmos, Ostfildern 2011,[18] ISBN 978-3-8436-0038-5; Taschenbuch: Goldmann, München 2013, ISBN 978-3-442-15748-8.
- Wenn das Glück mit dem Schwanz wedelt. Warum Hunde die besseren Therapeuten sind. Patmos, Ostfildern 2012, ISBN 978-3-8436-0208-2.
- Die Verwahrten. Krimythos, Frankfurt am Main 2012, ISBN 978-3-943160-08-6.
- Die Satten. Krimythos, Frankfurt am Main 2014, ISBN 978-3-943160-16-1.
- Und jetzt gehört das Sofa dir! Der erste, längst überfällige und als solcher ungemein nützliche Ratgeber für Hunde. DeBehr, Radeberg 2015, ISBN 978-3-95753-175-9.
- Ich schreib dir einfach weiter. SMS eines Abschieds. Patmos, Ostfildern 2017, ISBN 978-3-8436-0990-6.
- Goor. Roman. Bookshouse, Polemi 2018, ISBN 978-9963-53-984-0.

## Fernsehen und Hörfunk
In den unten genannten Sendungen trat Susanne Preusker selbst auf, mit Ausnahme des Spielfilms Sieben Stunden (2018).

### TV
- 2010: Nachtcafé: Fesseln der Vergangenheit (SWR)[19]
- 2011: Markus Lanz (ZDF)[20]
- 2011: MDR um Zwölf (MDR)
- 2011: Mona Lisa (ZDF)[21]
- 2012: Sieben Stunden Todesangst – Das Überleben der Susanne Preusker (WDR)[22][23]
- 2012: Beckmann: Die Natur des Bösen – kann jeder Mensch zum Mörder werden?[24]
- 2013: west.art Talk (WDR): Eine Gesellschaft im Glücksstress – ist weniger mehr?[25]
- 2014: Der Hundeprofi – Der Hundeprofi unterwegs (VOX): Mein neues Leben mit Hund[26]
- 2018: Sieben Stunden, Fernsehfilm nach Preuskers Buch Sieben Stunden im April, Regie Christian Görlitz, erstmals ausgestrahlt am 7. September 2018 vom Sender arte[13]

### Radio
- 2011: Leute: Die neue Susanne (SWR)[27]
- 2012: Der Talk (NDR Info), nominiert für den Deutschen Radiopreis 2012 in der Kategorie „Bestes Interview“[28]
- 2013: Brief an den Täter – Protokoll einer Geiselnahme (Deutschlandfunk)[29]
- 2017: Gegen Gewalt – eine Hörfunk-Serie in drei Teilen (WDR 5, Tiefenblick), Teil 1: Einmal Opfer, immer Opfer?[30]